# 나신들
"나신들"은 1988년에 개봉한 대한민국의 영화이다.

## 캐스팅
- 나영희
- 방희
- 유장현
- 상일환
- 김정철
- 이봉규
- 진봉진
- 국정환
- 서한나
- 김지희
- 우수민
- 임혜선
- 원미선
- 강화연
- 이진수
- 김덕영
- 이남석
- 심석
- 안원옥
- 나성윤